# Silent Hill: Origins
A Silent Hill: Origins (Japánban Silent Hill Zero néven ismert) az ötödik kiadott rész a Silent Hill túlélőhorror sorozatban, amit a Konami és a Climax stúdió tervezett, és adott ki, a Sony PSP-re. Európában 2007. november 13-án jelent meg, míg Észak-Amerikában 2007. november 7-én. A cím (Origins, avagy magyarul "Eredetek") egy prológust takar, ami a sorozatban feltűnő város és szereplők háttértörténetét kívánja feltárni. Később készítettek egy átiratot Playstation 2-re is, ami 2008. március 4-én jelent meg.

## Ismertető
Az Origins főszereplője Travis Grady, egy kamionsofőr. A történet szerint zavaros múltú, és azt, hogy mi áll ennek hátterében, a játékosnak kell feltárnia, a város múltjával egyetemben. Grady éppen áthalad Silent Hill környékén, mikor azonban kénytelen megállítani a kamionját egy lány miatt, aki állítólag Alessa Gillespie szellemképe. Követi egy égő házba, ahol lát egy gyanús nőt (Dahlia Gillespie) a ház közelében, aki éppen menekül. Travis kiment a házból egy súlyosan megégett lányt, aki valószínűleg a valódi Alessa. Később megpróbál utánanézni, hogy mi történt a megmentett lánnyal, és meglátogatja az Alchemilla kórházat. A játék története itt indul be.

## Játékmenet

### Régi játékmenet
Az előzetesek szerint, amiket kiadtak a játékhoz még 2006-ban, egy harmadik személyű kamerarendszert használtak fel a játékhoz, ami erősen a Resident Evil 4 című játékban látottakhoz lett volna hasonló. Igaz, ennek ellenére a játék gyártásvezetője, William Oertel megjegyezte, hogy "Nem fogunk FPS-be átlépni". Oertel azt is megjegyezte a játékkal kapcsolatban, hogy "Felismertük, hogy a Silent Hill 2 nagyszerűen remekel a pszichés/érzelmi eseményekben, és ezt mi is el szeretnénk helyezni az Origins-ban.
A játék akkor is előzményként mutatta be a játék világában történő eseményeket, és a következő szereplők megjelenését erősítették meg benne: Alessa, Dahlia, Lisa Garland, és Kaufmann doktor.

### Felújított játékmenet
2007. április 17-ére a játék fejlesztése drasztikus változásokon ment keresztül. Például:
- A Resident Evil 4 féle kameranézetet elvetették, és inkább visszatértek a Silent Hill játékokban látott, rögzített kameranézetekhez.
- A tervezett barikád-rendszer, és a kötött tárgylista, miszerint nem lehet magunknál hordani bármennyi tárgyat (amit a Silent Hill 4. része is használt), elvetették.
- Egy lézercélzós rendszert is beletettek a játékba, amit szintén a Resident Evil 4 ihletett, de ezt is kivágták az újabb verziókból.

A játékmenet visszatért a logikai fejtörők és harcok keverékébe, és az első, második, és harmadik részekben használt rádió és elemlámpa is megjelenik. A közelharci fegyverek viszont ideiglenesek, hosszas használat után eltörhetnek. Ugyanakkor Travis képes lesz ökölharcba keveredni a szörnyetegekkel, valamint jelen lesznek a lőfegyverek is. A 4. részben látott rohamtámadás-rendszert is elhelyezték, ami a közelharci fegyverek hatásosságát növeli meg.
A játék képi világa is szebb lett, részletesebb felbontást kapott mind a ködös, mind a rémálom világ, valamint realisztikus fény és árnyékrendszert használ. A történet hossza 8-12 óra körül van a készítők szerint.

## Fejlesztési történet
Mikor kikerült a mozikba a Silent Hill mozifilm, ami elsősorban a játékok első részéből merített, akkor egy interjú keretében Christophe Gans rendező beismerte egy interjúban a Fangoria magazinnak, hogy a Team Silent fejlesztőcsapat arra készül, hogy kiadja a Silent Hill első részének a felújított verzióját PSP-re. Azonban ez a játék elsősorban a filmben látottakon alapult volna, lecserélve a játékokból ismert szereplőket. Az érdeklődést csak fokozta az, hogy a Konami a kiadási listáira kitett egy PSP játékot is, név szerint Silent Hill: Original Sin-t, aminek a megjelenési dátuma 2006. október 18-a lett volna.
A 2006-os E3 kiállításon viszont azt jelentették be, hogy egy előzményeket bemutató játék készül, ami az Origins címre hallgat. William Oertel, a gyártásvezető később megerősítette, hogy az újrafeldolgozás ötletét valóban fontolgatták, de később elvetették.
A Team Silent a játék készítésének jogait a Climax elnevezésű játékkészítő stúdiónak adta át. 2006 második felében a Climax Egyesült Államokban elhelyezett csoportja, akik az Origins játékon dolgoztak, pletykákat kezdtek terjeszteni arról, hogy a játék készítése nagyon rosszul halad a folyamatos félreértések miatt, és a megjelenési dátumok pedig valótlanok. Többek között azt is megjegyezték, hogy a befejezett játék hossza csupán 3-4 óra lenne.
A projectet azóta az Egyesült Királyságbeli részleghez küldték át, azzal indokolva, hogy a befejezett játék valóban "Silent Hill-es élményt" nyújthasson, miután elkészül. Továbbá megerősítették, hogy a játék zenéjét továbbra is Akira Yamaoka, az előző játékok zeneszerzője fogja készíteni, és hogy 14 zenét mellékel a játékhoz.
2007. augusztus 19-én a játékból kikerült egy felhatalmazatlan demó az internetre. A Climax tagadta, hogy ők állnának ennek hátterében.